# Il serpente dell'oblio
Il serpente dell'oblio (Dreamsnake) è un romanzo di fantascienza scritto da Vonda McIntyre e pubblicato da Houghton Mifflin nel 1978. Il romanzo è stato tradotto in italiano da Roberta Rambelli per Editrice Nord nel 1980.

## Storia editoriale
Il romanzo è un'espansione del racconto "Of Mist, and Grass, and Sand" pubblicato su Analog Science Fiction nel 1973 per il quale ha vinto il premio Nebula per il miglior racconto nel 1974. 
Nel 1979 Il serpente dell'oblio si è aggiudicato il Premio Nebula per il miglior romanzo, il Premio Hugo per il miglior romanzo e il Premio Locus per il miglior romanzo.

## Trama
Il romanzo segue le vicende di Snake, una guaritrice in un mondo post-apocalittico. Snake utilizza tre serpenti geneticamente modificati per poter creare antidoti a specifiche patologie. Durante la guarigione di un giovane ragazzo, per un suo errore, uno dei serpenti di Snake muore e la guaritrice è costretta a tornare nei suoi luoghi di origine per poter ottenere un nuovo serpente.

## Edizioni
- Vonda McIntyre, Il serpente dell'oblio, traduzione di Roberta Rambelli, Cosmo Oro, Editrice Nord, 1980,  p. 330.